# Apriona rheinwartii
Apriona rheinwartii là một loài bọ cánh cứng trong họ Cerambycidae.